# Parachelifer
Parachelifer es un género de arácnido del orden Pseudoscorpionida de la familia Cheliferidae.

## Especies
Las especies de este género son::
- Parachelifer approximatus (Banks, 1909)
- Parachelifer archboldi Hoff, 1964
- Parachelifer dominicanus Beier, 1976
- Parachelifer ecuadoricus Beier, 1959
- Parachelifer hubbardi (Banks, 1901)
- Parachelifer lativittatus (Chamberlin, 1923)
- Parachelifer longipalpus Hoff, 1945
- Parachelifer mexicanus Beier, 1932
- Parachelifer monroensis Nelson, 1975
- Parachelifer montanus Chamberlin, 1934
- Parachelifer muricatus
- Parachelifer parvus Muchmore, 1981
- Parachelifer persimilis (Banks, 1909)
- Parachelifer pugifer Beier, 1953
- Parachelifer scabriculus (Simon, 1878)
- Parachelifer sini (Chamberlin, 1923)
- Parachelifer skwarrae Beier, 1933
- Parachelifer superbus Hoff, 1964
- Parachelifer tricuspidatus Beier, 1953
- Parachelifer viduus Beier, 1953